# 老湿
老湿，本名朱子奇，中国网络脱口秀主持人、剧评人，2011年因点评各种版本《西游记》的视频《令人蛋疼的西游记》在新浪微博上走红。后因评价陈凯歌的《无极》、张艺谋的《满城尽带黄金甲》和冯小刚的《夜宴》的网络视频《伤不起的中国大片》再次走红，该视频已有千万次的点击率。洪晃、任志强等也在微博转发力挺。